# 多元化移民簽證
多元化移民簽證（英語：Diversity Immigrant Visa，簡稱），又稱抽籤移民簽證或綠卡抽獎（Green card lottery），是美國政府每年基於《移民與國籍法》（Immigration and Nationality Act）第203(c)條的規定為特定國家所舉辦的活動，吸引符合資格的申請人移民美國，在當地生活和工作，每年名額為50,000人。
以往申請者須填寫或繕打規定欄位的表格，在表格內填寫個人資料及貼照片。而表格要在規定的日期前以一般郵寄方式寄到美国国务院領務局的肯塔基領務中心（不接受快遞、專人送達等方式，美國在全球的大使館、領事館等亦不代收）。從2003年接受申請的DV-2005起，改以參加者連上指定的網站，線上填寫資料及上傳照片的方式進行，最近一次的活動是在2024年接受申請的2026年年度綠卡抽獎（DV-2026）。

## 申請資格
申請者一般須為出生於符合資格的國家或地区方可申請，但有两个例外：申请人可选择以配偶的出生地进行申请，或在父母都未出生在申请人出生地且在申请人出生时父母都不在该国合法居住的情况下以父母的出生地进行申请。申请人的居住地或国籍与抽签无关。
此外，申請者需至少有高級中等學校畢業或同等學歷，或近五年內有至少兩年的工作經歷或職業訓練。

## 資格國家
多元化移民簽證的資格符合國家清單，每年會更新一次。若一個國家在活動舉辦前5年之間，透過家庭或工作而移民的人口為50,000人以上，這個國家的人民會被排除在外、不能參加抽獎。在2024年頒布，將於2026實行的簽證計畫中，孟加拉、巴西、加拿大、中華人民共和國（大陆與香港）、哥倫比亞、古巴、多明尼加共和國、薩爾瓦多、海地、宏都拉斯、印度、牙買加、墨西哥、奈及利亞、巴基斯坦、菲律賓、南韓、委內瑞拉、越南的公民，不能參加多元化移民簽證。
前述定義的移民限額，只限於透過家庭或工作而定居美國的移民。並不包括歷屆綠卡抽獎得獎者、難民及政治庇護等其他類型的申請者。因此在2024年，移民人數超過50,000的阿富汗、瓜地馬拉、烏克蘭依舊符合資格，可參加簽證計畫。
多元化移民簽證始於1995年，當年度不符資格的國家有加拿大、中國（內地）、多明尼加、薩爾瓦多、印度、印度、牙買加、墨西哥、菲律賓、南韓、臺灣、英國及其屬地（不包含北愛爾蘭與英屬香港）、越南。之後，簽證計畫不接受孟加拉、巴西、哥倫比亞、古巴、海地、宏都拉斯、奈及利亞、巴基斯坦、委內瑞拉的移民申請；同時也開始接受臺灣與英國的申請；而移民變動幅度大的厄瓜多、瓜地馬拉、秘魯、波蘭、俄羅斯則曾經不接受，後來又接受。
從1995年開辦多元化移民簽證計畫起，就一直不接受中華人民共和國内地公民。香港起初被視為獨立於其他國家的獨立個體，因而得以參加多元化移民簽證；直到2022年，美國將施行《港版國安法》的香港視同中国内地，因而不接受來自香港公民的申請。澳門公民從主權移交後的2000年10月起，就一直有多元化移民簽證資格。只有2002年度被排除在外。
簽證計畫起初不接受臺灣公民，但也以China - Taiwan born的名義，被視為獨立於中華人民共和國的存在。2002年，簽證計畫接受臺灣公民申請，之後名義也改為Taiwan。

### 表格
| 國家     | 1995 | 1996 | 1997 | 1998 | 1999 | 2000 | 2001 | 2002 | 2003 | 2004 | 2005 | 2006 | 2007 | 2008 | 2009 | 2010 | 2011 | 2012 | 2013 | 2014 | 2015 | 2016 | 2017 | 2018 | 2019 | 2020 | 2021 | 2022 | 2023 | 2024 | 2025 | 2026 |
|          | 是   | 是   | 是   | 是   | 是   | 是   | 是   | 是   | 是   | 是   | 是   | 是   | 是   | 是   | 是   | 是   | 是   | 是   | 否   | 否   | 否   | 否   | 否   | 否   | 否   | 否   | 否   | 否   | 否   | 否   | 否   | 否   |
| 巴西     | 是   | 是   | 是   | 是   | 是   | 是   | 是   | 是   | 是   | 是   | 是   | 是   | 是   | 否   | 否   | 否   | 否   | 否   | 否   | 否   | 否   | 否   | 否   | 否   | 否   | 否   | 否   | 否   | 否   | 否   | 否   | 否   |
| 加拿大   | 否   | 否   | 否   | 否   | 否   | 否   | 否   | 否   | 否   | 否   | 否   | 否   | 否   | 否   | 否   | 否   | 否   | 否   | 否   | 否   | 否   | 否   | 否   | 否   | 否   | 否   | 否   | 否   | 否   | 否   | 否   | 否   |
| 中國     | 否   | 否   | 否   | 否   | 否   | 否   | 否   | 否   | 否   | 否   | 否   | 否   | 否   | 否   | 否   | 否   | 否   | 否   | 否   | 否   | 否   | 否   | 否   | 否   | 否   | 否   | 否   | 否   | 否   | 否   | 否   | 否   |
| 哥伦比亚 | 是   | 否   | 否   | 否   | 否   | 否   | 否   | 否   | 否   | 否   | 否   | 否   | 否   | 否   | 否   | 否   | 否   | 否   | 否   | 否   | 否   | 否   | 否   | 否   | 否   | 否   | 否   | 否   | 否   | 否   | 否   | 否   |
| 古巴     | 是   | 是   | 是   | 是   | 是   | 是   | 是   | 是   | 是   | 是   | 是   | 是   | 是   | 是   | 是   | 是   | 是   | 是   | 是   | 是   | 是   | 是   | 是   | 是   | 是   | 是   | 是   | 是   | 是   | 是   | 是   | 否   |
|          | 否   | 否   | 否   | 否   | 否   | 否   | 否   | 否   | 否   | 否   | 否   | 否   | 否   | 否   | 否   | 否   | 否   | 否   | 否   | 否   | 否   | 否   | 否   | 否   | 否   | 否   | 否   | 否   | 否   | 否   | 否   | 否   |
|          | 是   | 是   | 是   | 是   | 是   | 是   | 是   | 是   | 是   | 是   | 是   | 是   | 是   | 是   | 否   | 否   | 否   | 否   | 否   | 否   | 否   | 否   | 否   | 是   | 是   | 是   | 是   | 是   | 是   | 是   | 是   | 是   |
| 薩爾瓦多 | 否   | 否   | 否   | 否   | 否   | 否   | 否   | 否   | 否   | 否   | 否   | 否   | 否   | 否   | 否   | 否   | 否   | 否   | 否   | 否   | 否   | 否   | 否   | 否   | 否   | 否   | 否   | 否   | 否   | 否   | 否   | 否   |
|          | 是   | 是   | 是   | 是   | 是   | 是   | 是   | 是   | 是   | 是   | 是   | 是   | 是   | 是   | 否   | 否   | 否   | 否   | 否   | 是   | 是   | 是   | 是   | 是   | 是   | 是   | 否   | 否   | 是   | 是   | 是   | 是   |
| 海地     | 是   | 是   | 是   | 是   | 是   | 否   | 否   | 否   | 否   | 否   | 否   | 否   | 否   | 否   | 否   | 否   | 否   | 否   | 否   | 否   | 否   | 否   | 否   | 否   | 否   | 否   | 否   | 否   | 否   | 否   | 否   | 否   |
|          | 是   | 是   | 是   | 是   | 是   | 是   | 是   | 是   | 是   | 是   | 是   | 是   | 是   | 是   | 是   | 是   | 是   | 是   | 是   | 是   | 是   | 是   | 是   | 是   | 是   | 是   | 是   | 否   | 否   | 否   | 否   | 否   |
| 印度     | 否   | 否   | 否   | 否   | 否   | 否   | 否   | 否   | 否   | 否   | 否   | 否   | 否   | 否   | 否   | 否   | 否   | 否   | 否   | 否   | 否   | 否   | 否   | 否   | 否   | 否   | 否   | 否   | 否   | 否   | 否   | 否   |
| 牙买加   | 否   | 否   | 否   | 否   | 否   | 否   | 否   | 否   | 否   | 否   | 否   | 否   | 否   | 否   | 否   | 否   | 否   | 否   | 否   | 否   | 否   | 否   | 否   | 否   | 否   | 否   | 否   | 否   | 否   | 否   | 否   | 否   |
| 墨西哥   | 否   | 否   | 否   | 否   | 否   | 否   | 否   | 否   | 否   | 否   | 否   | 否   | 否   | 否   | 否   | 否   | 否   | 否   | 否   | 否   | 否   | 否   | 否   | 否   | 否   | 否   | 否   | 否   | 否   | 否   | 否   | 否   |
| 奈及利亞 | 是   | 是   | 是   | 是   | 是   | 是   | 是   | 是   | 是   | 是   | 是   | 是   | 是   | 是   | 是   | 是   | 是   | 是   | 是   | 是   | 否   | 否   | 否   | 否   | 否   | 否   | 否   | 否   | 否   | 否   | 否   | 否   |
| 巴基斯坦 | 是   | 是   | 是   | 是   | 是   | 是   | 是   | 否   | 否   | 否   | 否   | 否   | 否   | 否   | 否   | 否   | 否   | 否   | 否   | 否   | 否   | 否   | 否   | 否   | 否   | 否   | 否   | 否   | 否   | 否   | 否   | 否   |
| 秘魯     | 是   | 是   | 是   | 是   | 是   | 是   | 是   | 是   | 是   | 是   | 是   | 是   | 是   | 否   | 否   | 否   | 否   | 否   | 否   | 否   | 否   | 否   | 否   | 否   | 否   | 否   | 是   | 是   | 是   | 是   | 是   | 是   |
| 菲律賓   | 否   | 否   | 否   | 否   | 否   | 否   | 否   | 否   | 否   | 否   | 否   | 否   | 否   | 否   | 否   | 否   | 否   | 否   | 否   | 否   | 否   | 否   | 否   | 否   | 否   | 否   | 否   | 否   | 否   | 否   | 否   | 否   |
| 波蘭     | 是   | 是   | 是   | 否   | 否   | 否   | 否   | 是   | 是   | 是   | 是   | 是   | 否   | 否   | 否   | 否   | 否   | 否   | 是   | 是   | 是   | 是   | 是   | 是   | 是   | 是   | 是   | 是   | 是   | 是   | 是   | 是   |
| 俄羅斯   | 是   | 是   | 是   | 是   | 是   | 是   | 是   | 是   | 是   | 是   | 否   | 否   | 否   | 否   | 否   | 是   | 是   | 是   | 是   | 是   | 是   | 是   | 是   | 是   | 是   | 是   | 是   | 是   | 是   | 是   | 是   | 是   |
|          | 否   | 否   | 否   | 否   | 否   | 否   | 否   | 否   | 否   | 否   | 否   | 否   | 否   | 否   | 否   | 否   | 否   | 否   | 否   | 否   | 否   | 否   | 否   | 否   | 否   | 否   | 否   | 否   | 否   | 否   | 否   | 否   |
| 臺灣     | 否   | 否   | 否   | 否   | 否   | 否   | 否   | 是   | 是   | 是   | 是   | 是   | 是   | 是   | 是   | 是   | 是   | 是   | 是   | 是   | 是   | 是   | 是   | 是   | 是   | 是   | 是   | 是   | 是   | 是   | 是   | 是   |
| 英国     | 否   | 否   | 否   | 否   | 否   | 否   | 否   | 否   | 否   | 否   | 否   | 否   | 否   | 否   | 否   | 否   | 否   | 否   | 否   | 否   | 否   | 否   | 否   | 否   | 否   | 否   | 否   | 否   | 否   | 否   | 是   | 是   |
| 委內瑞拉 | 是   | 是   | 是   | 是   | 是   | 是   | 是   | 是   | 是   | 是   | 是   | 是   | 是   | 是   | 是   | 是   | 是   | 是   | 是   | 是   | 是   | 是   | 是   | 是   | 是   | 是   | 是   | 是   | 否   | 否   | 否   | 否   |
| 越南     | 否   | 否   | 否   | 否   | 否   | 否   | 否   | 否   | 否   | 否   | 否   | 否   | 否   | 否   | 否   | 否   | 否   | 否   | 否   | 否   | 否   | 否   | 否   | 否   | 否   | 否   | 否   | 否   | 否   | 否   | 否   | 否   |
| 其他國家 | 是   | 是   | 是   | 是   | 是   | 是   | 是   | 是   | 是   | 是   | 是   | 是   | 是   | 是   | 是   | 是   | 是   | 是   | 是   | 是   | 是   | 是   | 是   | 是   | 是   | 是   | 是   | 是   | 是   | 是   | 是   | 是   |

## 申請及抽獎過程
每年10月1日至11月初，美國國務院領務局會開放專屬網站供申請者上網填寫資料及上傳照片，每申請者只能填一份，填寫多份則會喪失資格，此申請過程為免費。之後會進行抽獎作業，於隔年的5月或領務局公告的日期起讓申請者自行上網確認是否已抽中，領務局不會以郵寄或電子郵件等方式通知申請者是否已抽中。
如果某國家地區的近五年移民美國數字越低，在抽獎抽出的50,000名申請人當中，發給該國申請人的簽證便會越多。另外，眾多申請人當中會經面試進行遴選，代表被抽中者並不一定絕對能獲發移民簽證。

## 綠卡抽獎騙案
參加本抽獎的唯一方法，就是在開放登記期間，前往美國國務院網站填妥及寄送電子表格，當局不會向申請人收取任何費用。然而網上有不少中介網站，會向申請人徵收填表款項，國務院及聯邦貿易委員會亦警告，部分中介會聲稱可增加申請人中獎機會，或與美國政府有合作關係來誤導申請人。
現時亦有不少有關偽冒國務院發出的信件及電郵的個案，內容稱收件人已獲批永久居民卡，並要求收件人立即繳交一筆「簽證處理費用」，作為「保證」獲得綠卡的要求，這些訊息的收件人當中，部份根本未曾參加有關抽獎，由於訊息內容往往會載有收件人全名及聯絡資料，收件人會誤以為該信件為一法定通知，令他們信以為真。
國務院已就有關騙案發出警告，指出當局絕不會以電郵通知中獎人士，任何聲稱收件人已中獎的電郵均為偽冒。當局並要求任何收到有關訊息的人士，可向網路犯罪投訴中心舉報騙案。

## 外部連結
- 官方网站（英文）
- 美國國務院 多元化移民簽證流程 （英文）
- 美國總領事館 香港及澳門 移民簽證（中文）
- 美國在台協會 抽籤移民簽證（页面存档备份，存于） （中文）